# Juhel (archevêque)
Juhel, Juthaël ou Judhaël (latin Johoneus) (XIe siècle) est archevêque de Dol vers 1040 à 1076.

## Biographie
Son prédécesseur, l'archevêque Junguenée, avait déjà amputé son temporel de la seigneurie de Combourg au profit de son frère Riwallon de Dol. Juhel lui succède en achetant plus au moins son siège au duc Alain III de Bretagne, ce qui lui vaut d'être excommunié pour simonie par le pape Léon IX en 1050. Il ne craint pas non plus de se marier publiquement après son accession à l’épiscopat  ce qui lui vaut une nouvelle condamnation comme Nicolaïte par Grégoire VII, qui le frappe d'anathème en 1076 : 
Arrivé au siège épiscopal par un moyen si coupable il n'a pas eu honte de célébrer publiquement ses noces et de prendre non pas une épouse mais une concubine...de son union illicite il eut des filles il les a mariées, dotées avec des terres et des rentes volées à son église...
Il doit finalement quitter son siège et les habitants désignent pour lui succéder Gilduin de Dol le fils de Riwallon et neveu de Junguenée qui se rend à Rome pour y être consacré;  Gilduin qui se considère trop jeune renonce à la fonction en faveur d'Éven l'abbé de Saint-Melaine de Rennes qui l'accompagnait et qui est consacré par le Pape. Juhel veut alors se ressaisir de son ancien siège, il en appelle au pape et avec l'appui de Guillaume le Conquérant, qui demande son rétablissement, il met au pillage son ancien diocèse à la tête d'une troupe. Le pape envoie trois légats pontificaux en mai 1078 sous la conduite de Hugues de Die, qui règle l'affaire en confirmant Éven. Juhel disparaît ensuite de l'histoire.